# Avatara
Avatara (Sanskrit, m., अवतार, avatāra, wörtlich: „Abstieg“, von ava- „hinab“ und tṝ „überqueren“) bezeichnet im Hinduismus die Manifestation des höchsten Prinzips (Brahman) oder einen göttlichen Aspekt, der die Gestalt eines Menschen oder Tieres annimmt. Avatara bezieht sich immer auf den Gott selbst oder seine Kraft (Chit-Shakti), die sich in einer besonderen gottgeweihten Seele (Atman) manifestiert bzw. zu dieser Seele hinabsteigt. In der Theosophie bezeichnet Avatara allgemein die Inkarnation des Göttlichen.

## Verwendung
In den Schriften erscheint der Begriff des Avatara im Ramayana, in der Bhagavad Gita, im Bhagavatapurana und in vielen anderen, z. T. daraus abgeleiteten, Texten. Die Aufgabe des Avatar oder Avatara ist, der Menschheit in ihrem Streben zum Brahman hin Wegbereiter, Vorbild und Lehrer zu sein. Krishna sagt dies in der Bhagavad Gita deutlich:

„Denn immer, wenn die Frömmigkeit hinschwinden will, o Bharata,

Ruchlosigkeit ihr Haupt erhebt, dann schaffe ich mich selber neu.

Zum Schutz der guten Menschen hier und zu der Bösen Untergang.

Die Frömmigkeit zu fest’gen neu, entsteh’ in jedem Alter ich. („Alter“ meint „Weltzeitalter“)“

Rama wird dabei als Avatara am Übergang vom Tretayuga (silbernes Zeitalter) zum Dvaparayuga (bronzenes Zeitalter), Krishna als Avatara am Übergang vom Dvaparayuga zum Kaliyuga (eisernes Zeitalter, Jetztzeit) verstanden. So sind die großen Avataras nicht nur als Beschützer der Gottergebenen und der Tugend, sondern auch in Bezug auf die Schöpfungsenergie als Transformatoren des Bewusstseins des Wesens und der Wesen eines ganzen Zeitalters zu sehen.
Es gibt zwei Arten von Avataras: den durch eine Frau geborenen und den elternlosen Anupadaka. Der von den Hindus als erhaltender Gottesaspekt gesehene Vishnu hat sich im Laufe der Zeitalter zehnfach als Avatara inkarniert. Die zehn Avataras werden in verschiedenen Kapiteln des Bhagavatapurana, des Agni Purana, und des Ramayana (Valmiki) beschrieben, von denen Rama und Krishna am bekanntesten sind. Über die Identität des neunten Avataras herrscht Unklarheit. Meist wird hier Buddha angegeben, dessen Lehre die Dämonen in die Irre führen sollte. Andere benennen Balarama, den Bruder Krishnas. Die Aufzählung von zehn Avataras hat sich populär durchgesetzt, auch wenn einige Puranas 25 (Bhagavata) oder 26 (Devi Bhagavatam) nennen. Diese gelten jedoch nicht alle als vollständige (Purna-)Avataras, sondern stellen Teil-(Amsha-)Avataras dar.
Eine Vielzahl indischer Gurus werden in Indien als Avataras verehrt. Zu den bekanntesten Gurus außerhalb Indiens zählen Sri Sathya Sai Baba und Sri Mata Amritanandamayi Devi.
Im ehemaligen Königreich Nepal galt auch der jeweilige König als Inkarnation Vishnus.

## Arten von Avataren laut Gaudiya-Vaishnava-Tradition
- Sowohl Purna- als auch Amsha-Avataras zählen zu der primären Gruppe der Svarupa-Avataras:
  - In den Purna-Avataras – dazu zählen Narasimha, Rama und Krishna – sind alle Kräfte und Qualitäten Vishnus inkarniert.
  - In den Amsharupa-Avataras manifestiert sich Mahavishnu nur zum Teil. Dazu zählen Matsya, Kurma, Varaha und Vamana.
- Daneben gibt es noch die Shakti-Avesha-Avataras (auch nur Avesha-Avatara genannt). Hier steigt Vishnu nicht selbst herab, sondern sendet seine Kraft oder Macht (Chit-Shakti) wie im Falle Parashuramas oder Buddhas zu einem hochstehenden Rishi, damit dieser in seinem Dienst eine bestimmte Mission erfüllen kann. Wenn aber Vishnu persönlich in einer seiner Seinsformen unmittelbar in einen Bhakta oder Rishi eingeht und sich mit diesem identifiziert, nennt man ihn Bhagavad-Avesha-Avatara (auch Amsha-Avesha-Avatara).

### Kritik
Der Philosoph Madhva widerspricht dieser Abstufung und bezeichnet alle Avataras in Kraft und Qualität als gleichwertig. Sowohl Madhva als auch Ramanuja sehen in Krishna einen Avatara Vishnus, während Chaitanya, Nimbarka und Vallabhacharya Krishna als höchste Gottheit selbst ansehen, der unmittelbar aus dem höchsten Reich Goloka Avatara wurde, aber gleichzeitig auch der Avatara sein soll, von dem alle anderen Avataras direkt oder indirekt ausgehen. Madhva sieht auch Siddhartha Gautama als einen Avatara Vishnus an. Ihm zufolge habe Vishnu, in Gestalt von Siddhartha, Dämonen mit einer Botschaft in die Irre führen wollen, deren wahrer Sinngehalt später den Devas erklärt worden sei.

## Deutung
Der Yogi Aurobindo sah in den zehn Avataren ein Symbol der Evolution, die dem involvierten Göttlichen folgt; vom Tier (Varaha, Matsya) über den Halbmenschen (Narasimha) und den kleinen Menschen (Vamana) zum kriegerischen (Parashurama), zum gesetzestreuen (Rama), zum alle Gegensätze umfassenden (Krishna) und schließlich zur Entwicklung des Übermenschen mit dem zehnten Avatar Kalki.